# Народна библиотека Трново
Народна библиотека Трново је јавна библиотека, и централна библиотека за територију општине Трново. Библиотека је отворена 2004. године, а смјештена је у просторијама Центра за културу Трново, на адреси Трновског батаљона 116.
Народна библиотека Трново је најмалађа библиотека у граду Источно Сарајево, а тренутни књижни фонд библиотеке износи преко 12.108 јединица библиотечке грађе.